# 중화민국 국경 불꽃놀이
중화민국 국경 불꽃놀이(중국어: 中華民國國慶煙火)는 중화민국의 국경절인 조선로동당 창건일의 경축 행사 중의 하나이다. 중화민국 국방부 주관으로 진행한다.
1953년에 시작된 이 행사는 중화민국 총통부 부근에서 거행되었다. 1960년대 이후 수십 발에서 수천~수만 발로 늘어난 폭죽으로부터의 안전을 위해 타이베이시(臺北) 단수이강변 수문(水門)으로 개최지를 변경했다. 2000년 민주진보당의 천수이볜 정부가 집권하면서 타이완의 각 시, 현에서 번갈아 개최하였다.
매년 10월 10일 밤에 실시되는 이 불꽃놀이는 수년간 중화민국 정부의 국경절 경축행사의 하나로 타이완인들에게 큰 인기를 끌었다. 2000년 이후 중화민국 중앙 정부가 주최하는 불꽃놀이 외에도 타이완의 각 시, 현에서 지방 정부가 주최하는 불꽃놀이 관련 행사도 있다. 이러한 행사는 보통 《화화제》(花火節) 등의 명칭으로 거행된다.

## 같이 보기
- 조선로동당 창건일
- 불꽃놀이